# Challenger of Dallas 2003
Il Challenger of Dallas 2003 è stato un torneo di tennis facente parte della categoria ATP Challenger Series nell'ambito dell'ATP Challenger Series 2003. Il torneo si è giocato a Dallas negli Stati Uniti dal 27 gennaio al 1º febbraio 2003 su campi in cemento indoor.

## Vincitori

### Singolare
Simon Greul ha battuto in finale  Justin Gimelstob con il punteggio di 6–3, 7–6(5)

### Doppio
Justin Gimelstob /  Scott Humphries hanno battuto in finale  Martín García /  Graydon Oliver con il punteggio di 7–6(7), 7–6(4)